# Fausto Tienza
Fausto Antonio Tienza Núñez dit Fausto Tienza, né le 8 janvier 1990 à Talavera la Real en Espagne, est un footballeur espagnol évoluant au poste de milieu de terrain au Gimnàstic de Tarragone, prêté par le Panathinaïkos.

## Biographie
En janvier 2018, Tienza est sur le point de rejoindre le Cordoue CF. Néanmoins, il décide de s'engager en faveur du Cadix CF.